# Jadran Herceg Novi
El Jadran Herceg Novi es un club de waterpolo de Montenegro en la ciudad de Herceg Novi.

## Historia
El club fue fundado en 1926.
En 2009 participa en la primera liga adriática de waterpolo.

## Palmarés
- 4 veces campeón de la Liga de Serbia y Montenegro de waterpolo masculino (2003, 2004, 2005 y 2006)
- 1 veces campeón de la Liga de Montenegro de waterpolo masculino (2009)[2]
- 1 vez campeón de la Liga adriática de waterpolo masculino (2010)